# Nippon Cargo Airlines
Nippon Cargo Airlines (japonais : 日本貨物航空) est une compagnie aérienne cargo japonaise filiale du groupe Nippon Yusen.

## Flotte
| Avion        | Possession | Commandes | Image |
| ------------ | ---------- | --------- | ----- |
| Boeing 747 8 | 8          | 0         |       |